# چشم‌آبی عسلی
چشم‌آبی عسلی (نام علمی: Pseudomugil mellis) نام یک گونه از سرده ماهی‌های چشم‌آبی است.